# Lionel Sainsbury
Lionel Sainsbury (1958) is een Brits componist.
Hij begon op jonge leeftijd piano te spelen en begon toen ook al te componeren. Zijn muzikale opleiding ging verder bij Patric Standford aan de Guildhall School of Music. Hij kreeg op 21-jarige leeftijd een zogenaamde Mendelssohn-beurs toebedeeld waardoor hij in het buitenland nog inspiratie kon opdoen. Verder overlegde hij met Edmund Rubbra, John McCabe en Henri Dutilleux. De opnamen van zijn Celloconcert werd goed ontvangen. Hij schrijft melodieuze muziek.
In 2015 is een dertigtal composities verschenen:
- opus 1: Fiesta voor twee piano’s
- opus 4: Caprice voor fluit solo
- opus 5: Sonate voor viool en piano
- opus 9: Prelude, blues en postlude voor klarinet en piano
- opus 10: Allegro risoluto voor strijkorkest
- opus 11: Twaalf preludes voor piano solo
- opus 14: Vioolconcert (voltooid in 1989)
- opus 16: Andalusische fantasie voor piano solo
- opus 17: Twee nocturnes voor strijkorkest
- opus 18: Nocturne voor piano solo
- opus 19: Twee Cubaanse dansen voor piano solo
- opus 21: Soliloquy voor viool solo
- opus 22: Cubaanse fantasie voor piano solo
- opus 23: Zuid-Amerikaanse suite voor piano solo
- opus 24: Zeestorm voor piano solo
- opus 25: Tijd van de komeet voor orkest
- opus 26: Incantatie voor piano solo
- opus 27: Celloconcert (voltooid in 1999)
- opus 28: Meditatie voor piano solo
- opus 29: Mirage voor viool en piano
- opus 30: Canto ostinato voor piano solo
- opus 31: Tien muzikale momenten voor piano solo
- opus 32: Vijf fantasieën voor gitaar solo
- opus 34: Vijf tango’s voor piano solo

- Gemeinsame Normdatei: 1078000832
- International Standard Name Identifier: 0000 0000 9928 1594
- Library of Congress Control Number: n92088046
- MusicBrainz: b6ecba5a-ec62-4694-9bc8-e16d5c28b08e
- Nationale Bibliotheek van Israël: 987007340062905171
- Virtual International Authority File: 147328115
- WorldCat: E39PBJB8pXY8ycKFPjK6QcbWXd